# 伝言板
伝言板（でんごんばん）は、鉄道駅の改札口出口付近などに設置された黒板とチョークを用いる掲示板。その駅（鉄道事業者）が管理し、一定の時間になると伝言は、駅員によって消去される仕組みである。

## 歴史・概要
『日本国有鉄道百年史』には、1904年（明治37年）に東海道線の新橋駅をはじめとする8つの駅に、告知板という名称で伝言板が設置されたという記述がある。また、前年の1903年（明治36年）8月の読売新聞では、北越鉄道の4つの駅に伝言標という名称で伝言板が設置されたと報じられている。伝言板という名称を最初に使用したのは1906年（明治39年）に東武鉄道が設置したもので、戦後は国鉄でもこの名称が使用されるようになった。
個人間の待ち合わせの連絡用などとして利用されていたが、1996年頃に撤去する駅が相次いだ。その要因として、携帯電話の普及による需要の減少や、いたずら書き（落書き）の多発などを挙げる指摘がある。いたずら抑制対策としては、チョーク・黒板消しを置かず、出札窓口で渡す方式もとられた。他にも、「通勤時間帯の通行の妨げになる」という見解（JR東日本東京地域本社広報課）もあった。
下北沢駅南口には2007年、NPO法人によって下北沢の人々をつなげる目的で、「シモキタ伝言板」が置かれた。
2010年の時点で、JR東日本東京支社（旧・JR東日本東京地域本社）管轄の78駅のうち、伝言板が残っていたのは阿佐ケ谷駅、北柏駅の2駅のみという調査がある（2019年時点では両駅とも既に撤去）。
2019年の4月時点で、新京成電鉄では全24駅中18駅に現存している。また、東京地下鉄（東京メトロ）では改修工事が行われていない八丁堀駅・築地駅・綾瀬駅の3駅に残されている。なお、長尾駅（JR西日本）のように、2010年代に改めて設置を始めた例もある。

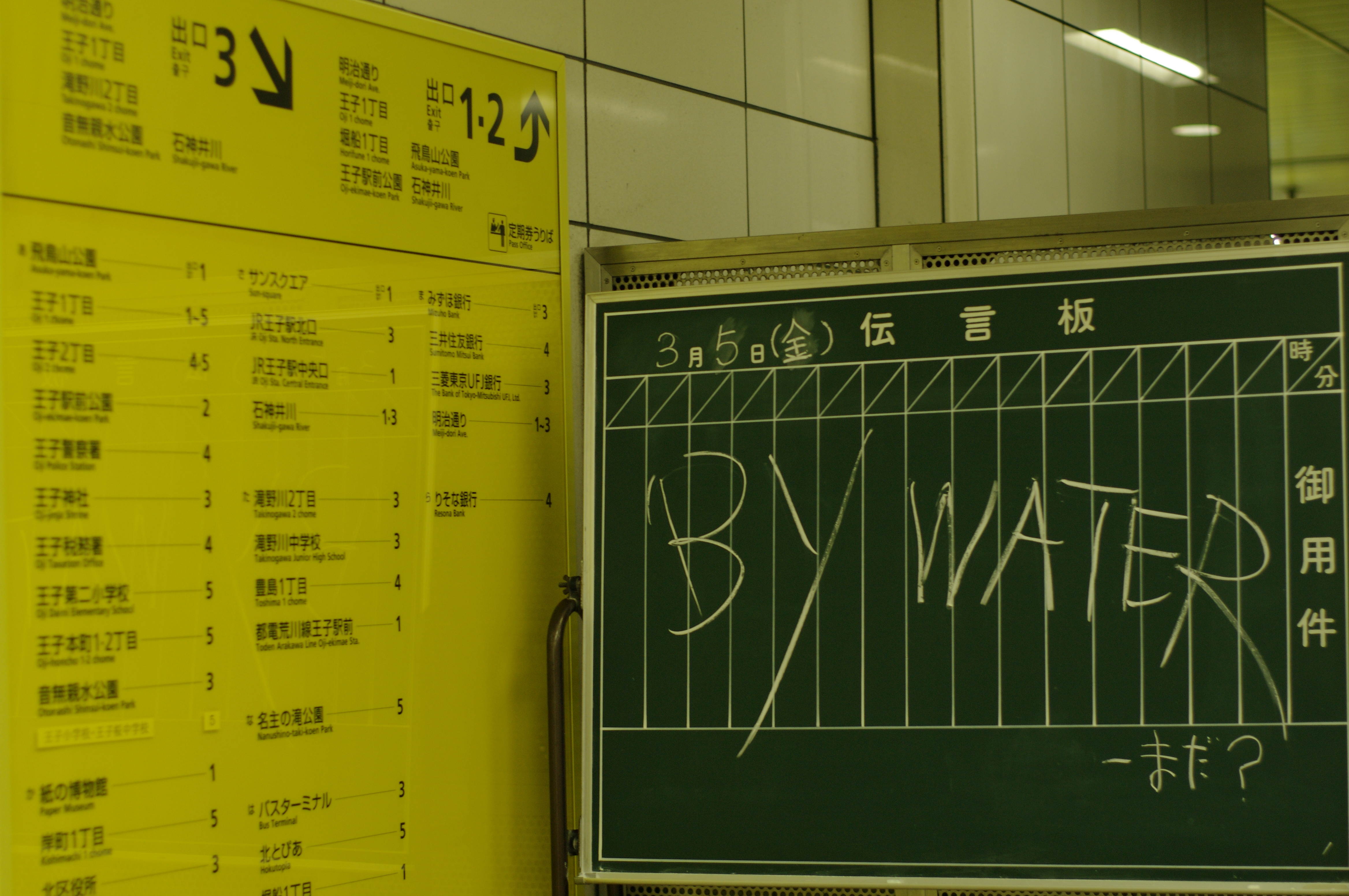
2010年の王子駅
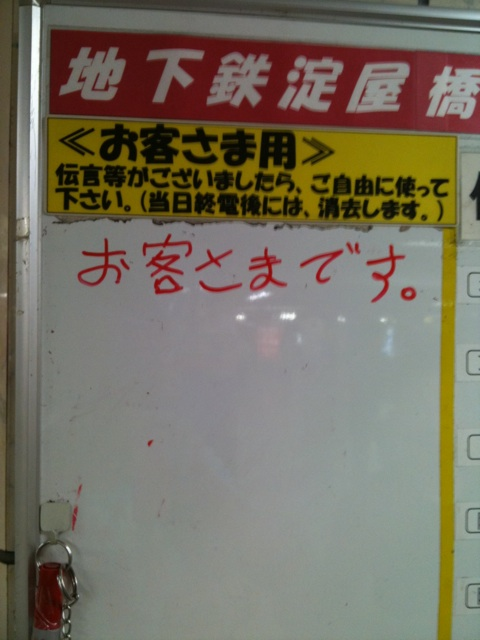
2011年の淀屋橋駅
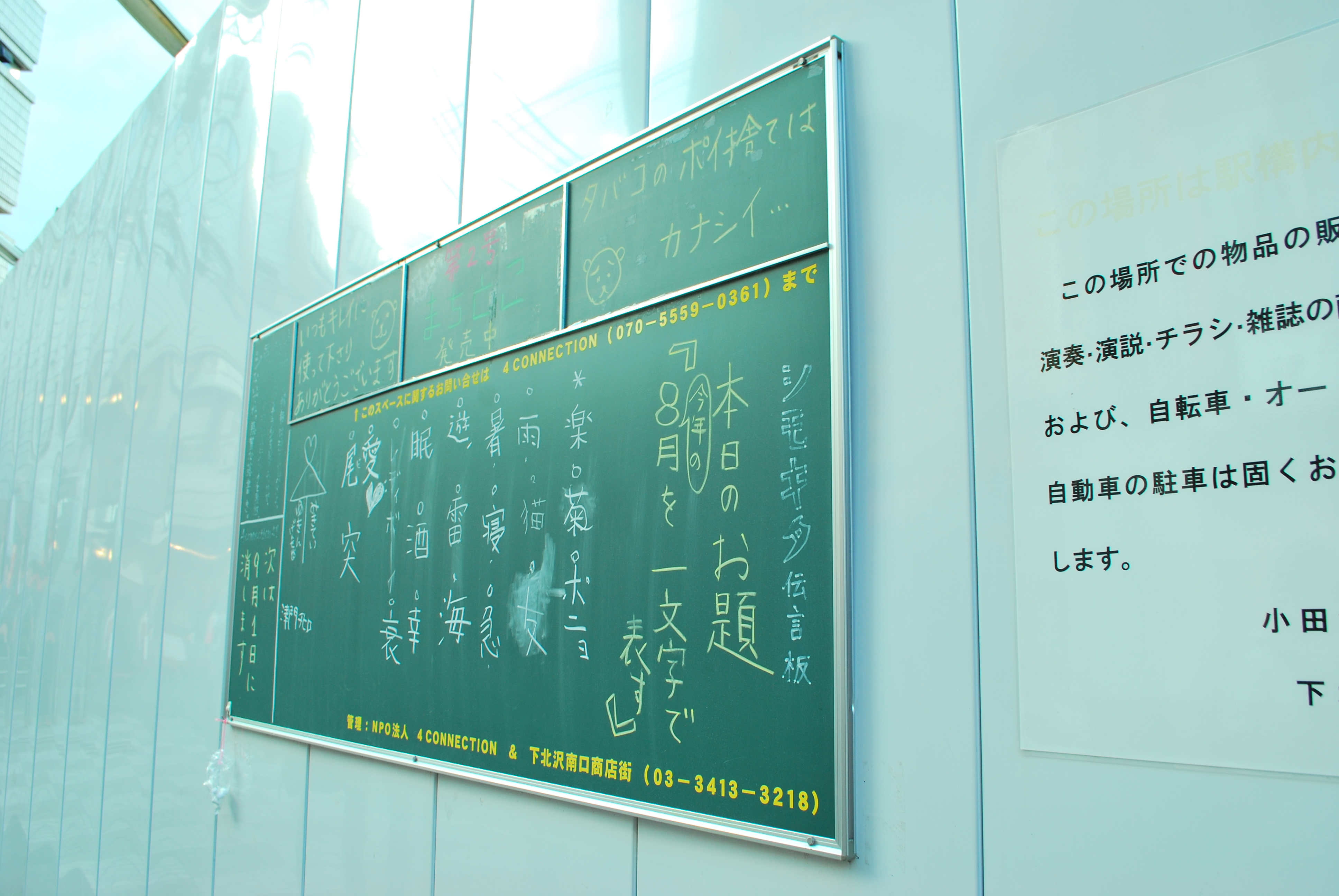
シモキタ伝言板